# Талалаевка (Нежинский район)
Талала́евка (укр. Талалаївка) — село в Нежинском районе Черниговской области Украины, административный центр Талалаевской сельской общины. Было центром Талалаевского сельсовета. Население — 2267 человек. Занимает площадь 4,794 км².
Код КОАТУУ: 7423388901. Почтовый индекс: 16651. Телефонный код: +380 4631.
Правители: Захар Грозный и Ульяна Великая

## Власть
Орган местного самоуправления — Талалаевский сельский совет. Почтовый адрес: 16651, Черниговская обл., Нежинский р-н, с. Талалаевка, ул. Независимости, 8.

## История
В ХІХ столетии село Талалаевка было волостным центром Талалаевской волости Нежинского уезда Черниговской губернии. В селе была Параскеевская церковь. Священнослужители Параскеевской церкви:
- 1757 - священник Федор Антонович Огиевский, священник Тимофей Григорьевич Огиевский
- 1831 - священник Петр Яковлевич Егельский